# Championnat du Sénégal de football 2014-2015
Navigation
Ligue 1 2013-2014 Ligue 1 2015-2016
La Ligue 1 2014-2015 est la cinquante-deuxième édition de la première division sénégalaise de football (la septième édition de l'ère professionnelle), qui constitue le premier échelon national sénégalais. Elle se compose d'une poule unique de quatorze clubs.
Le championnat a débuté le 6 décembre 2014 et se terminera le 26 juillet 2015. Il comprend 26 journées, les clubs s'affrontant deux fois en matches aller-retour.
L'AS Douanes, promue de deuxième division, remporte son sixième titre de champion du Sénégal. Le club NGB ASC Niary Tally termine vice-championne, tandis que l'AS Pikine, pourtant tenante du titre, et l'UCST Port Autonome sont relégués en Ligue 2.

## Clubs participants
Les 12 premiers du championnat précédent ainsi que les deux premiers de la Ligue 2 2014 participent au championnat :
- AS Pikine
- ASC Diaraf
- Casa Sport
- ASC Port Autonome
- NGB ASC Niary Tally
- US Ouakam
- Stade de Mbour
- ASC La Linguère
- Diambars FC
- Olympique de Ngor
- Mbour Petite-Côte FC anciennement ASC Touré Kunda
- ASC Suneor
- AS Douanes - Promu de Ligue 2
- Guédiawaye FC - Promu de Ligue 2

## Compétition

### Classement
| Rang | Équipe               | Pts | J  | G  | N  | P  | Bp | Bc | Diff |
| ---- | -------------------- | --- | -- | -- | -- | -- | -- | -- | ---- |
| 1    | AS DouanesP          | 43  | 26 | 11 | 10 | 5  | 30 | 19 | +11  |
| 2    | NGB ASC Niary Tally  | 43  | 26 | 10 | 13 | 3  | 34 | 23 | +11  |
| 3    | ASC Suneor           | 42  | 26 | 12 | 6  | 8  | 27 | 26 | +1   |
| 4    | Diambars FC          | 39  | 26 | 10 | 9  | 7  | 26 | 18 | +8   |
| 5    | Stade de Mbour       | 39  | 26 | 11 | 6  | 9  | 25 | 26 | -1   |
| 6    | Casa Sport           | 37  | 26 | 11 | 8  | 7  | 22 | 17 | +5   |
| 7    | Mbour Petite-Côte FC | 35  | 26 | 9  | 10 | 7  | 26 | 21 | +5   |
| 8    | US Ouakam            | 33  | 26 | 8  | 9  | 9  | 24 | 21 | +3   |
| 9    | ASC La Linguère      | 33  | 26 | 7  | 12 | 7  | 30 | 33 | -3   |
| 10   | Guédiawaye FCP       | 31  | 26 | 7  | 10 | 9  | 24 | 25 | -1   |
| 11   | ASC Diaraf           | 29  | 26 | 7  | 8  | 11 | 27 | 31 | -4   |
| 12   | Olympique de Ngor    | 28  | 26 | 6  | 10 | 10 | 22 | 27 | -5   |
| 13   | AS PikineT           | 28  | 26 | 6  | 10 | 10 | 17 | 26 | -9   |
| 14   | ASC Port Autonome    | 20  | 26 | 4  | 8  | 14 | 14 | 35 | -21  |

|  | Qualification pour la Ligue des champions de la CAF 2016                 |
|  | Qualification pour la Coupe de la confédération 2016                     |
|  | Relégation directe en deuxième division                                  |
|  | T : Tenant du titre C : Vainqueur de la Coupe du Sénégal P : Promu de D2 |

## Bilan de la saison
| Championnat du Sénégal de football 2014-2015 |                       |
| Champion                                     | AS Douanes (6e titre) |
| Coupes et trophées                           |                       |
| Vainqueur de la Coupe du Sénégal 2014-2015   | Génération Foot       |
| Vainqueur de la Coupe de la Ligue 2014-2015  | AS Douanes            |
| Qualifications continentales                 |                       |
| Ligue des champions de la CAF 2016           | AS Douanes            |
| Coupe de la confédération 2016               | Génération Foot       |
| Promotions et relégations                    |                       |
| Promus en Ligue 1                            | ASEC Ndiambour        |
| Promus en Ligue 1                            | US Gorée              |
| Relégués en Ligue 2                          | AS Pikine             |
| Relégués en Ligue 2                          | ASC Port Autonome     |